# Royal Copenhagen

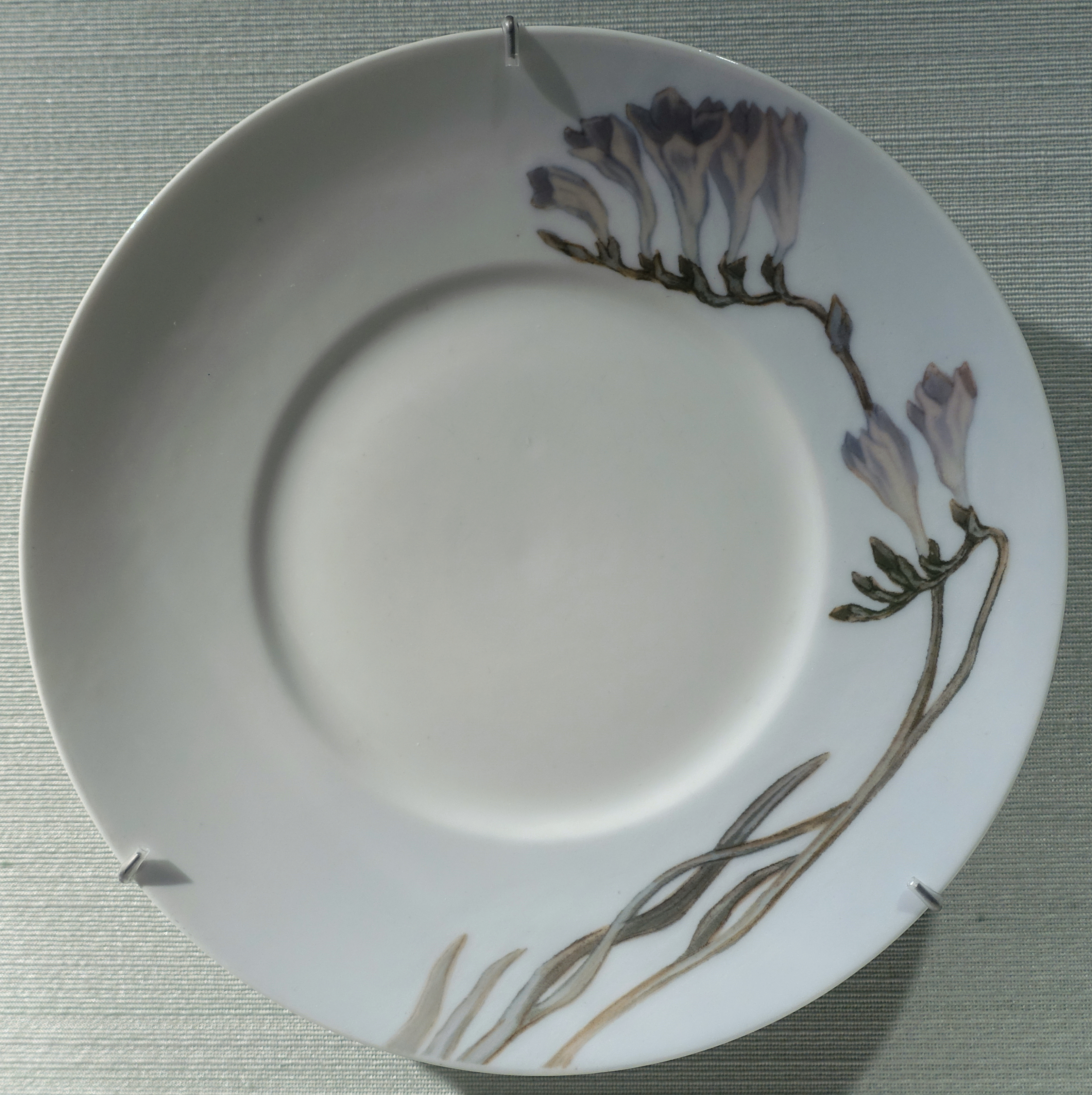
Plato con decoración floral, c. 1905-1910

Royal Copenhagen, oficialmente la Real Fábrica de Porcelana, es un fabricante danés de productos de porcelana y fue fundado en Copenhague en 1775 bajo la protección de la reina viuda danesa Juliane Marie. Se reconoce por su marca de fábrica, las tres líneas onduladas una sobre otra, que simbolizan las tres vías fluviales de Dinamarca: Storebælt, Lillebælt y Öresund.

## Primeros años

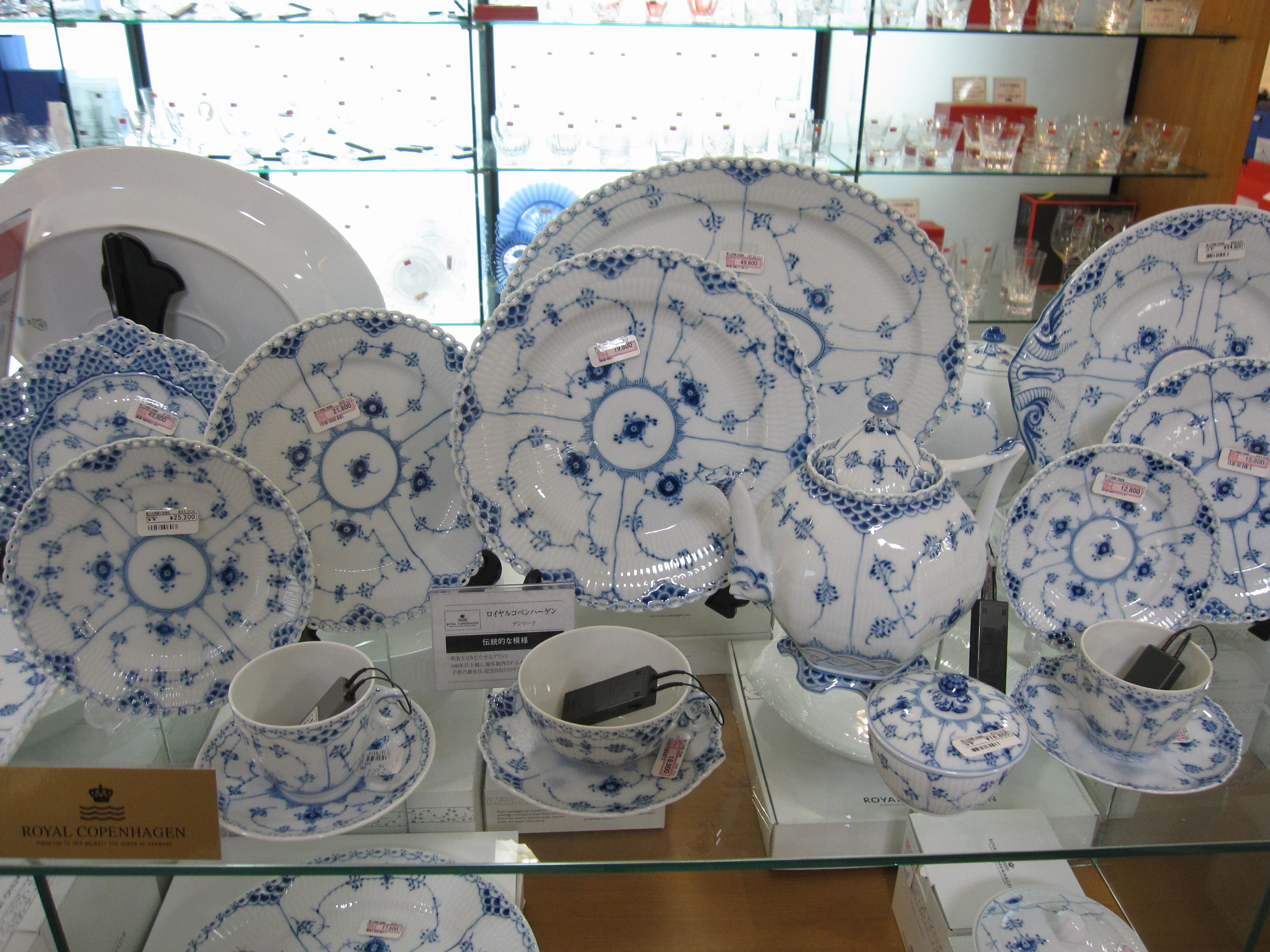
Servicio de vajilla moderno con diseño de Musselmalet o "Azul Acanalado"

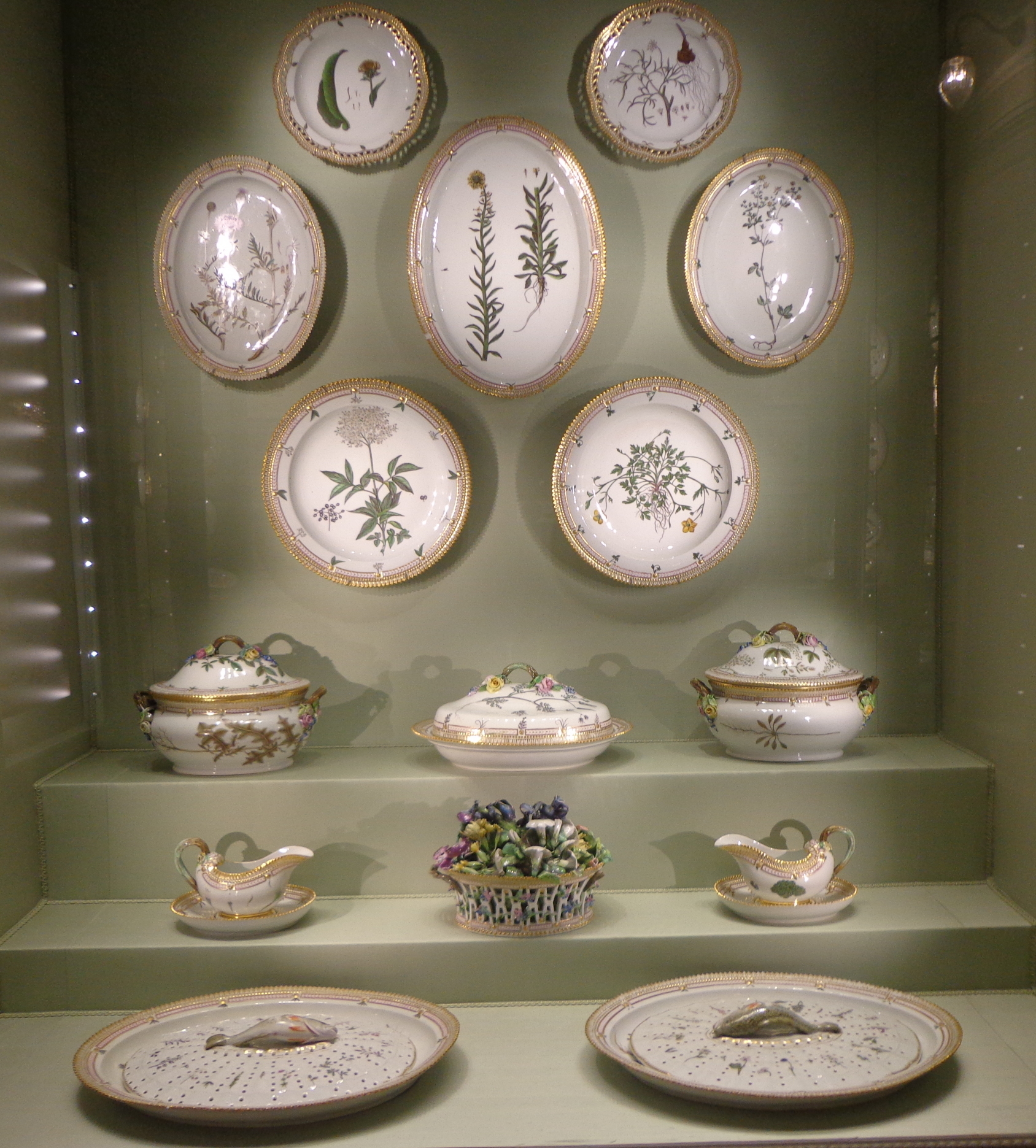
Piezas de la vajilla "Flora Danica", Palacio de Christiansborg

A partir del siglo XVII, los europeos, fascinados durante mucho tiempo por la porcelana azul y blanca exportada desde China durante las dinastías Ming y Qing, comenzaron a imitar esta preciosa pieza. Las operaciones de la Fábrica Real de Copenhague comenzaron en una oficina de correos reconvertida en 1775. Fue fundada por el químico Frantz Heinrich Müller a quien se le concedió el monopolio de 50 años para crear porcelana. Aunque al principio el patrocinio real no era oficial, las primeras piezas fabricadas fueron servicios de mesa para la familia real. Cuando en 1779 el rey Christian VII asumió la responsabilidad financiera, la fábrica pasó a llamarse Real Fábrica de Porcelana.
El modelo nº 1 de la fábrica, todavía en producción, es el “Musselmalet”, “pintado con mejillón”, llamado “Blue Fluted” en los países de habla inglesa. El "azul mejillón" es cobalto. El descubrimiento en 1772 de una rica veta de cobalto en Noruega, la parte más joven del reino conjunto, fue rápidamente desarrollado, aprovechando la energía hidráulica cercana, para convertir el cobalto en un polvo fino que se incorporaba a los esmaltes cerámicos y a la fabricación de vidrio. El tranquilo y apacible lugar de Blaafarveværket es hoy en día una atracción turística. Durante la primera mitad del siglo XIX, el cobalto rivalizó con la pesca como la mayor fuente de riqueza obtenida de Noruega. Muchas de las fábricas de porcelana alemanas del siglo XIX produjeron una versión de decoración "echt Kobalt" de color azul intenso combinada con dorado estampado, utilizando cobalto noruego procedente de Dinamarca.
En 1790, el rey encargó a Royal Copenhagen la producción de un servicio de mesa "Flora Danica", con bordes dorados y motivos botánicos copiados de la Flora Danica ilustrada en curso. Fue concebido como un regalo para Catalina la Grande; Royal Copenhagen ha producido piezas pintadas a mano de "Flora Danica" hasta el día de hoy.

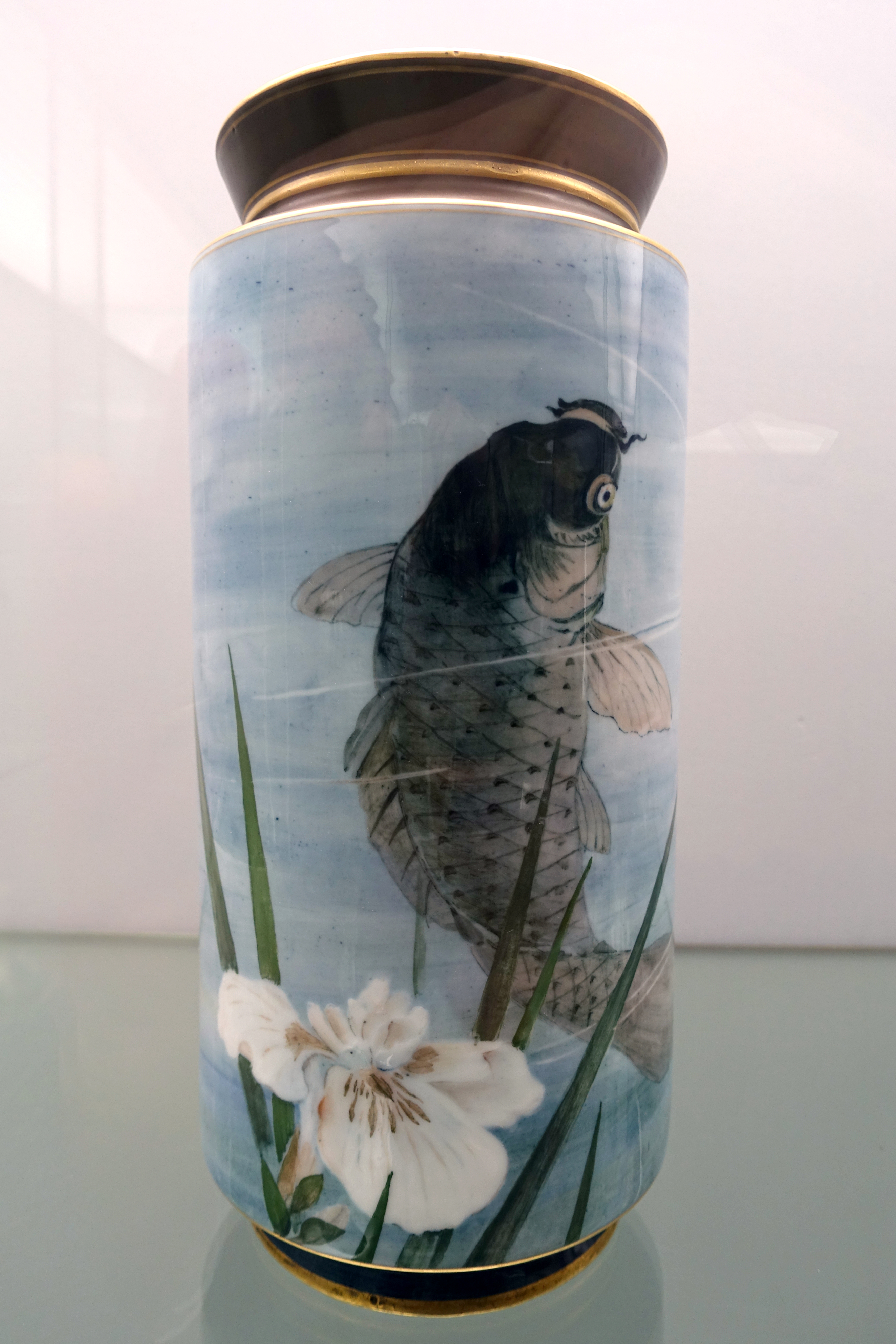
Jarrón con carpa salvaje japonesa, forma de Arnold Krog y Soren Bech Jacobsen, 1887, decorado por August F. Hallin, 1888, porcelana

En 1851, Royal Copenhagen mostró su producción en la Gran Exposición de Londres. En 1868, como resultado de la privatización de las compañías reales, la Real Fábrica de Porcelana pasó a manos privadas, aunque conservó la denominación de "Real".
A mediados del siglo XIX, las grandes empresas europeas de porcelana, en general, se mantuvieron al margen de los desarrollos artísticos como el japonismo y el movimiento Arts and Crafts, concentrándose en la vajilla y a menudo luchando por librarse de lo que se había convertido en la influencia amortiguadora de los estilos rococó y neoclásico. En la década de 1870 la mayoría continuó produciendo una variedad ecléctica de estilos revivalistas, aunque a veces experimentando con esmaltes, como en la porcelana de Meissen, que comenzó a producir jarrones monocromáticos a partir de 1883.
La primera gran empresa de porcelana que cambió seriamente su estilo fue Royal Copenhagen, que realizó cambios radicales a partir de 1883, cuando fue comprada por Aluminia, una empresa de loza. Arnold Krog, un arquitecto menor de 30 años sin experiencia práctica en la industria, fue nombrado director artístico al año siguiente y rápidamente cambió los diseños en las mismas direcciones que estaba explorando la cerámica artística, encargando a muchos pintores que diseñaran para la fábrica. Las influencias japonesas fueron inicialmente muy fuertes. Los nuevos productos pronto ganaron premios en varias exposiciones internacionales, y la mayoría de los grandes fabricantes de porcelana comenzaron a moverse en direcciones similares, causando problemas a las alfarerías artísticas más pequeñas.
Poco después de la adquisición de Aluminia, la producción de Royal Copenhagen se trasladó a una moderna fábrica en las instalaciones de Aluminia en Frederiksberg, en las afueras de Copenhague. En la Exposición Universal (1889) de París, Royal Copenhagen ganó el Gran Premio, lo que le dio exposición internacional.

## Empresa actual
En los últimos años, Royal Copenhagen adquirió Georg Jensen en 1972, se incorporó a Holmegaard Glass Factory en 1985 y, finalmente, Bing &amp; Grøndahl en 1987. Royal Copenhagen formaba parte de un grupo de empresas escandinavas, Royal Scandinavia, junto con Georg Jensen, y era propiedad de un fondo de capital privado danés, Axcel. Tras la adquisición de Royal Scandinavia por parte de Axcel, Holmegaard Glasværk se vendió en una MBO y una participación mayoritaria en la fábrica de vidrio sueca Orrefors Kosta Boda se vendió a New Wave Group.
En diciembre de 2012, Axcel vendió Royal Copenhagen a la empresa finlandesa que cotiza en bolsa Fiskars, fundada en 1649.
La empresa ahora produce sus productos en Tailandia.

## Patrones (fabricante original entre paréntesis)

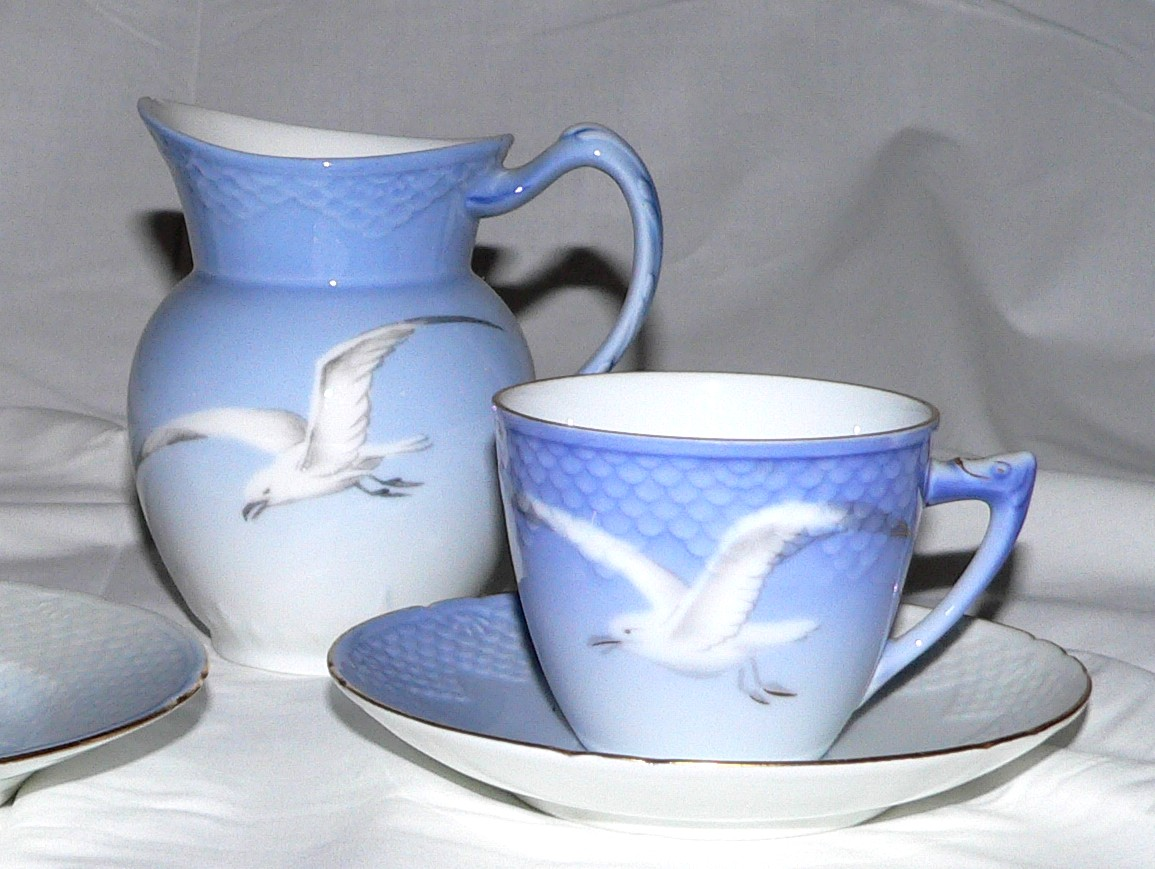
Vajilla de gaviota, diseñada por Fanny Garde de Bing & Grøndahl en 1895

### El más famoso
- Flora Danica, Musselmalet (Azul acanalado), Flor azul, Henriette, Flor sajona, Abanico, Gemina y Gemma (Royal Copenhagen)
- Imperio, Offenbach, Mariposa y Gaviota (Bing & Grøndahl)
- Tranquebar y Línea Azul (Aluminia).

### Nuevo y actualmente en producción.
Azul acanalado liso (1775, revisado en 1885), blanco acanalado (1775), azul acanalado mega (2000), negro acanalado mega (2006), princesa (1978), azul acanalado medio encaje (1888), azul acanalado completo encaje (1775, revisado en 1885), blomst (-), Hav (2019), elementos blancos (2008), elementos azules (2011), elementos multicolores (2008), estrella acanalada Navidad (2006), Flora (2012), palmeta azul (2004), blanco acanalado medio encaje, Flora Danica (1790)

### Descontinuado
- Flor Azul, Gemina, Gemma, Jingle Bells, Línea Azul, Frijsenborg y Julian Marie (Royal Copenhagen)
- Gaviota, Henning Koppel azul, Henning Koppel blanco, Tema, México (Bing & Grøndahl)

## Coleccionables

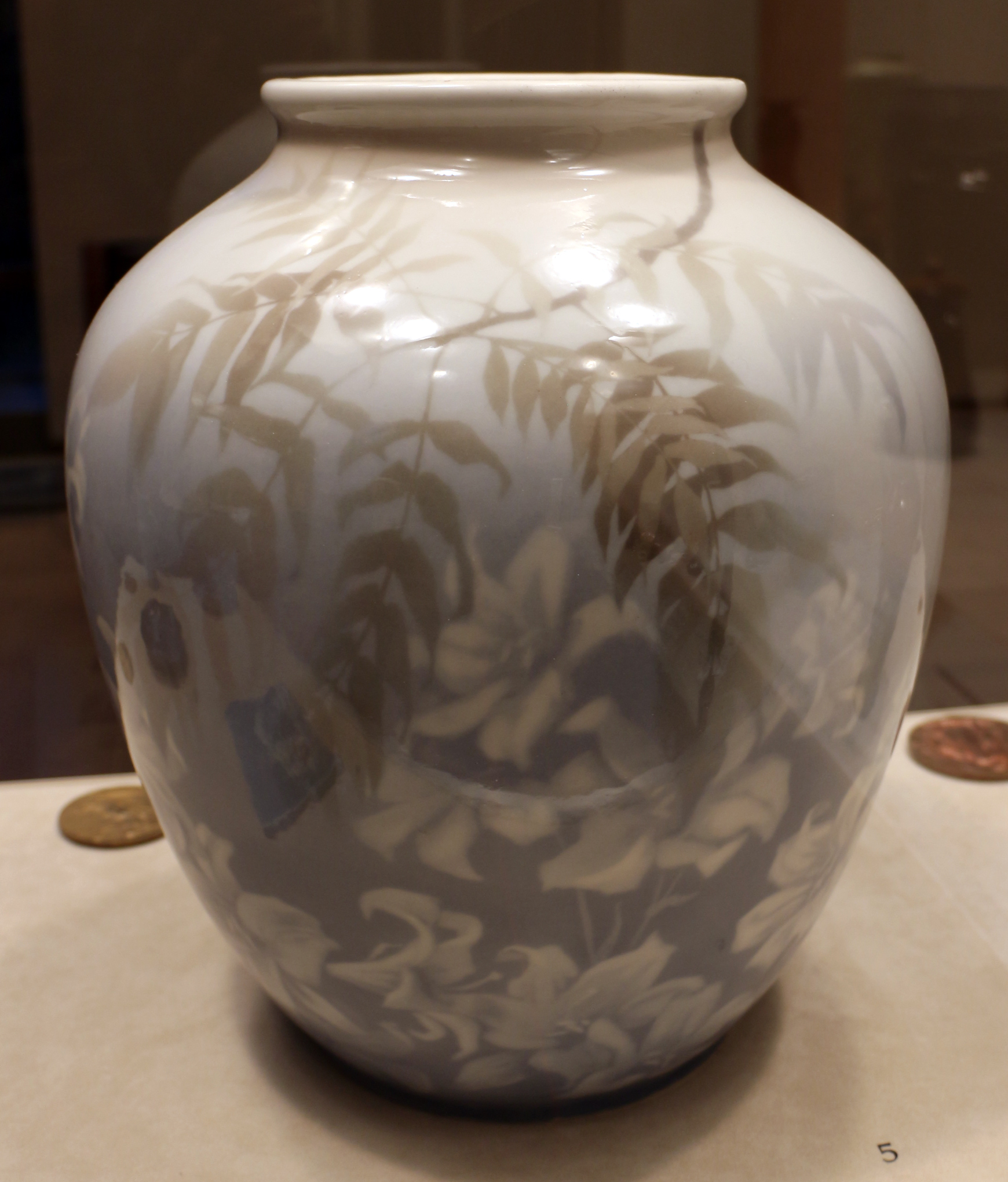
Jarrón diseñado por Gerhard Heilmann, 1891

- Placas Royal Copenhagen 2010: placas numeradas y nombradas, decoradas en azul cobalto, que representan una variedad de escenas, días festivos, años y ocasiones. Los más comunes eran redondos y medían alrededor de 8 cm (3-1/4") de diámetro, con una escena azul sobre fondo blanco.
- Más grande, aproximadamente 18,5 cm, platos decorados en azul cobalto sobre fondo blanco, creados anualmente para el Día de la Madre, los Juegos Olímpicos y otras conmemoraciones. Algunas no eran ediciones anuales, sino que representaban escenas. En 1895, Royal Copenhagen comenzó a producir platos navideños anuales y continúa haciéndolo.[4]
- Pipas de porcelana, iniciadas en el año 1969 y fabricadas durante unos 15 años.

## Platos navideños

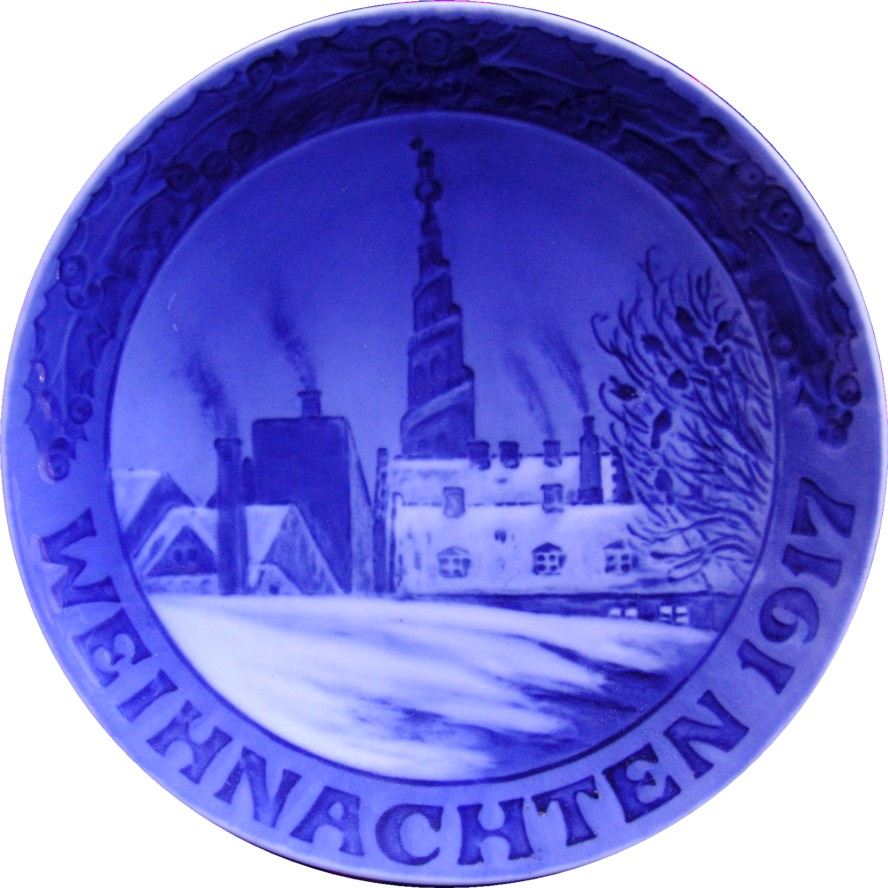
Plato navideño de 1917

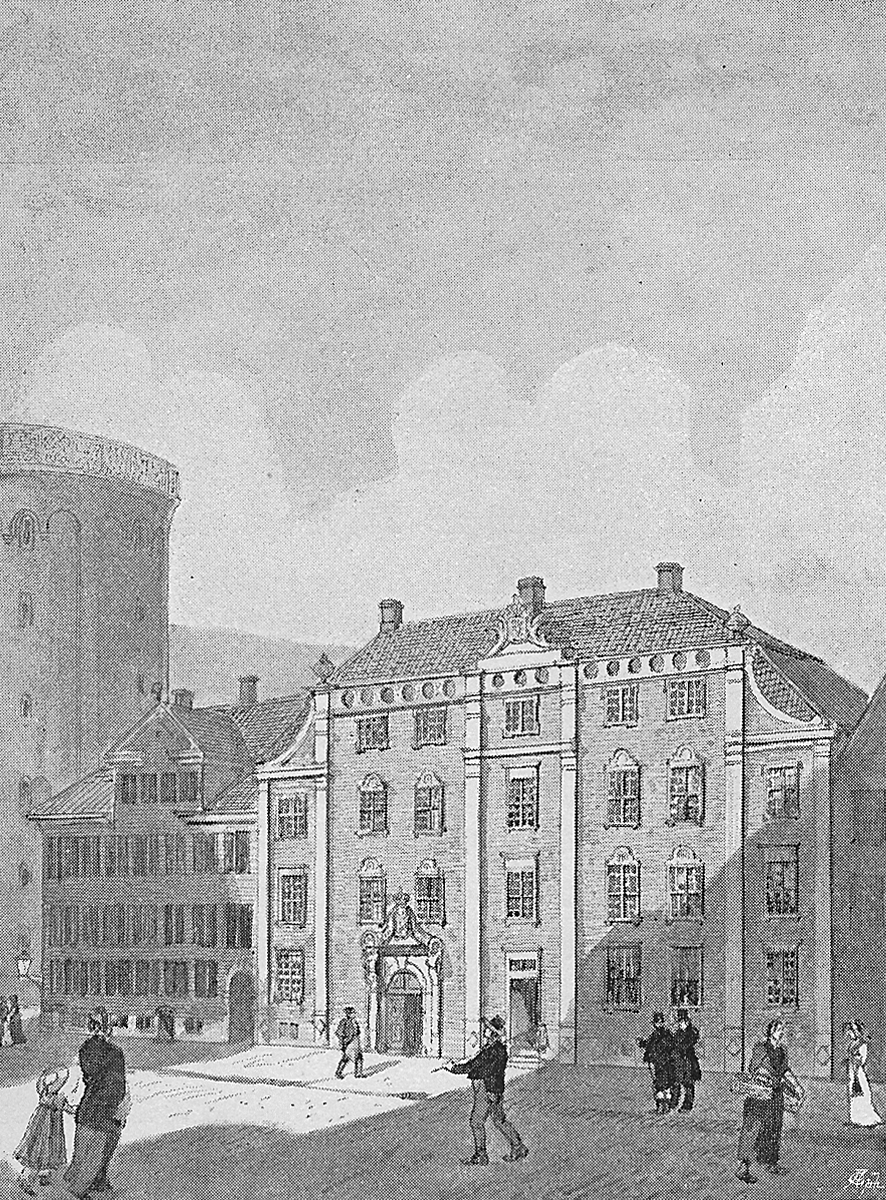
Fábrica Real de Porcelana en Købmagergade, Copenhague

La tradición de los platos navideños comenzó hace cientos de años en Europa, cuando la gente adinerada obsequiaba a sus sirvientes pasteles y dulces, servidos en platos decorativos de madera o metal en la época navideña. Los sirvientes se referían a estos regalos como su Plato de Navidad. En 1895, Bing &amp; Grøndahl produjo el primer plato navideño de porcelana, con la fecha inscrita, y desde entonces produce uno cada año. En 1908 la fábrica Royal Copenhagen siguió el mismo ejemplo. Cada año, estos platos se fabrican en cantidades limitadas y han sido coleccionados durante más de 100 años. Cada placa se fabrica únicamente en el año de emisión, después de lo cual se destruye el molde y el diseño nunca se vuelve a hacer.
Los temas desde 1908 son:
| Year | Christmas Plate               | Notes                                 |
| ---- | ----------------------------- | ------------------------------------- |
| 1908 | Madonna & Child               |                                       |
| 1909 | Danish Landscape              |                                       |
| 1910 | The Magi                      |                                       |
| 1911 | Thief Plate                   |                                       |
| 1911 | Landscape                     |                                       |
| 1912 | Christmas Tree                |                                       |
| 1913 | Frederiks Kirke               | Frederik's Church                     |
| 1914 | Helligåndskirken              | Church of the Holy Ghost              |
| 1915 | Danish Landscape              |                                       |
| 1916 | Shepherds in the Field        |                                       |
| 1917 | Vor Frelsers Kirke            | Church of Our Saviour, Christianshavn |
| 1918 | The Shepherds                 |                                       |
| 1919 | In The Park                   |                                       |
| 1920 | Mary & Child                  |                                       |
| 1921 | Aabenraa Market               |                                       |
| 1922 | Three Singing Angels          |                                       |
| 1923 | Landscape                     |                                       |
| 1924 | Sailing Ship                  |                                       |
| 1925 | Christianshavn                |                                       |
| 1926 | Christianshavns Kanal         |                                       |
| 1927 | Ship's Boy at Tiller          |                                       |
| 1928 | Vicar's Family                |                                       |
| 1929 | Grundtvigs Kirke              | Grundtvig's Church                    |
| 1930 | Fishing Boats                 |                                       |
| 1931 | Mother & Child                |                                       |
| 1932 | Frederiksberg                 |                                       |
| 1933 | Storebæltsfærgerne            | Great Belt ferries                    |
| 1934 | Eremitageslottet              | Hermitage Hunting Lodge               |
| 1935 | Kronborg                      |                                       |
| 1936 | Roskilde Domkirke             | Roskilde Cathedral                    |
| 1937 | Copenhagen                    |                                       |
| 1938 | Østerlars Church              |                                       |
| 1939 | Ship on Greenland Ice         |                                       |
| 1940 | The Good Shepherd             |                                       |
| 1941 | Village Church                |                                       |
| 1942 | Bell Tower                    |                                       |
| 1943 | Flight Into Egypt             |                                       |
| 1944 | Winter Scene                  |                                       |
| 1945 | Peaceful Motif                |                                       |
| 1946 | Zealand Church                |                                       |
| 1947 | The Good Shepherd             |                                       |
| 1948 | Nødebo Kirke                  | Nødebo Church                         |
| 1949 | Vor Frue Kirke                | Church of Our Lady                    |
| 1950 | Boeslunde Church              |                                       |
| 1951 | Christmas Angel               |                                       |
| 1952 | Christmas In The Forest       |                                       |
| 1953 | Frederiksberg                 |                                       |
| 1954 | Amalienborg                   |                                       |
| 1955 | Fanø Girl                     |                                       |
| 1956 | Rosenborg Slot                | Rosenborg Castle                      |
| 1957 | The Good Shepherd             |                                       |
| 1958 | Grønland                      | Greenland                             |
| 1959 | Christmas Night               |                                       |
| 1960 | The Stag                      |                                       |
| 1961 | Training Ship Denmark         |                                       |
| 1962 | Den lille havfrue             | The Little Mermaid                    |
| 1963 | Højsager Mill                 |                                       |
| 1964 | Fetching The Tree             |                                       |
| 1965 | Little Skaters                |                                       |
| 1966 | The Blackbird At Christmas    |                                       |
| 1967 | The Royal Oak                 |                                       |
| 1968 | The Last Umiak                |                                       |
| 1969 | Old Farmyard                  |                                       |
| 1970 | Christmas Rose & Cat          |                                       |
| 1971 | Hare In Winter                |                                       |
| 1972 | In The Desert                 |                                       |
| 1973 | Train Homeward Bound          |                                       |
| 1974 | Owl                           |                                       |
| 1975 | Marselisborg Slot             | Marselisborg Palace                   |
| 1976 | Vibæk Mill                    |                                       |
| 1977 | Immervad Bridge               |                                       |
| 1978 | Greenland Scene               |                                       |
| 1979 | Choosing The Tree             |                                       |
| 1980 | Bringing Home The Tree        |                                       |
| 1981 | Admiring The Tree             |                                       |
| 1982 | Waiting For Christmas         |                                       |
| 1983 | Merry Christmas               |                                       |
| 1984 | Jingle Bells                  |                                       |
| 1985 | The Snowman                   |                                       |
| 1986 | Christmas Holidays            |                                       |
| 1987 | Winter Birds                  |                                       |
| 1988 | Copenhagen Skyline            |                                       |
| 1989 | Old Skating Pond              |                                       |
| 1990 | Tivoli Gardens                |                                       |
| 1991 | Santa Lucia Fest              |                                       |
| 1992 | The Royal Coach               |                                       |
| 1993 | Arriving Train                |                                       |
| 1994 | Home From Shopping            |                                       |
| 1995 | The Manor House               |                                       |
| 1996 | Street Lamps                  |                                       |
| 1997 | Roskilde Domkirke             | Roskilde Cathedral                    |
| 1998 | Boat Scene                    |                                       |
| 1999 | The Sleigh Ride               |                                       |
| 2000 | Trimming The Tree             |                                       |
| 2001 | Watching The Birds            |                                       |
| 2002 | Winter In The Forest          |                                       |
| 2003 | Season's Greetings            |                                       |
| 2004 | Awaiting The Christmas Train  |                                       |
| 2005 | Hans Christian Andersen House |                                       |
| 2006 | Kronborg                      |                                       |
| 2007 | Christmas in Nyhavn           |                                       |
| 2008 | Copenhagen Christmas          |                                       |
| 2009 | Christmas at Amagertorv       | Amager Square                         |
| 2010 | Christmas in Greenland        |                                       |
| 2011 | Waiting For Santa Claus       |                                       |
| 2012 | Sailing The North Sea         |                                       |
| 2013 | Copenhagen Harbour            |                                       |
| 2014 | Hans Christian Andersen       |                                       |
| 2015 | Christmas Days                |                                       |
| 2016 | Ice Skating In Copenhargen    |                                       |
| 2017 | Walk At The Lakes             |                                       |
| 2018 | Christmas Tree Market         |                                       |
| 2019 | Meeting in the field          |                                       |
| 2020 | Church Of Our Lady            | Vor Frue Kirke                        |
| 2021 | Winter in the Garden          |                                       |
| 2022 | Frederiksborg castle          |                                       |
| 2023 | Meeting in the Paddock        |                                       |
| 2024 | Christmas Anticipation        |                                       |